# Bola
|  | Per a altres significats, vegeu «Bola (desambiguació)». |

Bola o Bolae va ser una ciutat del Latium mencionada pels autors a la història primerenca de Roma.
Virgili diu que la van fundar els reis d'Alba i Diodor de Sicília diu que era una colònia d'aquesta ciutat. El seu nom no apareix entre les ciutats de la Lliga llatina. Els eques dirigits per Coriolà, la van ocupar junt amb Tolerium i Labicum. Plini el Vell l'esmenta com una ciutat dels eques el 411 aC quan van entrar en guerra amb la veïna Labicum però no van obtenir el suport de la resta de ciutats dels eques i van ser derrotats i la ciutat la van ocupar els de Labicum, tot i que després els eques la van recuperar.
Més tard els romans la van ocupar sota Publi Postumi Albí Regil·lensis, i el propòsit d'establir allí una colònia romana va provocar una revolta. Anys després la colònia s'hi va establir però no se sap quan va ser. Titus Livi diu que era en mans dels eques l'any 389 aC, i que aquell any Marc Furi Camil els va derrotar, però Diodor diu que en aquell any pertanyia als llatins i que els eques l'assetjaven. Després desapareix de la història segurament perquè va ser destruïda a les guerres entre ecus, llatins i romans. Plini el Vell la posa a la llista de les ciutats que en el seu temps havien desaparegut del tot.
És possible que sigui la ciutat avui anomenada Poli, a uns 15 km al nord de Praeneste, però també se la situa a Lugnano, uns 8 km al sud de Praeneste (Palestrina) i 15 km al sud-est de La Colonna (Labicum).